# 薩彼里埃灣
65°4′S 64°2′W / 65.067°S 64.033°W
薩彼里埃灣是南極洲的海灣，位於威廉群島的布斯島西部，處於埃爾韋角和波斯特角之間，寬1.9公里，該海灣由法國探險隊繪入地圖。